# خورخه لندبورگ جونیور
خورخه لندبورگ جونیور (انگلیسی: Jorge Lendeborg Jr.؛ زادهٔ ۲۱ ژانویهٔ ۱۹۹۶) هنرپیشه اهل ایالات متحده آمریکا است.
از فیلم‌ها یا برنامه‌های تلویزیونی که وی در آن نقش داشته‌است می‌توان به آلیتا: فرشته جنگ، با عشق، سایمون، مرد عنکبوتی: دور از خانه و مرد عنکبوتی: راهی به خانه نیست و دندان های شب اشاره کرد.